# サラ・レナー
サラ・レナー（Sara Renner、1976年4月10日 - ）は、カナダ、ブリティッシュコロンビア州Golden出身の元クロスカントリースキー選手。

## プロフィール
1994年のノルディックスキージュニア世界選手権で国際大会にデビューするも5km44位、15km24位に終わった。クロスカントリースキー・ワールドカップへのデビューは1996年2月24日、トロンハイムの5kmで70位だった。
1998年長野オリンピックに出場5km74位、パシュート64位、30km54位。
その後もトップレベルの国際大会ではあまり目立った成績は無かったが、2005年ノルディックスキー世界選手権個人スプリントで銅メダルを獲得、2006年のトリノオリンピックではベッキー・スコットと組んだチームスプリントで銀メダルを獲得した。
2010年の自国開催バンクーバーオリンピックに出場、
個人スプリント34位、15kmパシュート10位、30km15位の成績を残し、大会後引退を発表した 。
2001年にはカナダナショナルチームの活動資金を稼ぐためにチームメートのベッキー・スコット、Milaine Thériault、JaimeとAmandaのFortier姉妹とともにヌードカレンダーを発売した。
夫はアルペンスキーの元イタリア代表選手だったトーマス・グランディ(Thomas Grandi)で、2007年2月2日に長女を出産した。アルバータ州Canmore在住